# Parti de la réforme (Islande)
Pour les articles homonymes, voir Parti de la réforme et Renaissance (homonymie).
Le Parti de la réforme (en islandais : Viðreisn, littéralement « Redressement »,) est un parti politique islandais de centre-droit formé en 2014 comme une scission du Parti de l'indépendance. Existant officiellement depuis mai 2016, il se présente aux élections législatives islandaises de 2016 et obtient 7 des 63 sièges de l'Althing. Le 9 janvier 2017, le parti parvient à un accord avec le Parti de l'indépendance et Avenir radieux pour former le gouvernement islandais.

## Résultats électoraux

### Législatives: au niveau national
| Élection | Voix   | %     | Sièges  | Gouvernement   |
| -------- | ------ | ----- | ------- | -------------- |
| 2016     | 19 870 | 10,48 | 7 / 63  | Benediktsson I |
| 2017     | 13 122 | 6,69  | 4 / 63  | Opposition     |
| 2021     | 16 628 | 8,33  | 5 / 63  | Opposition     |
| 2024     | 33 606 | 15,82 | 11 / 63 | Frostadóttir   |

### Législatives: par circonscription
| Année | Nord Ouest | Nord Ouest | Nord Est | Nord Est | Sud | Sud    | Sud Ouest | Sud Ouest | Reykjavik Sud | Reykjavik Sud | Reykjavik Nord | Reykjavik Nord |
| Année | %          | Sièges     | %        | Sièges   | %   | Sièges | %         | Sièges    | %             | Sièges        | %              | Sièges         |
| ----- | ---------- | ---------- | -------- | -------- | --- | ------ | --------- | --------- | ------------- | ------------- | -------------- | -------------- |
| 2016  | 6,2        | 0 / 8      | 6,5      | 1 / 10   | 7,3 | 1 / 10 | 12,9      | 2 / 13    | 12,7          | 2 / 11        | 11,6           | 1 / 11         |
| 2017  | 2,5        | 0 / 8      | 2,1      | 0 / 10   | 3,1 | 0 / 10 | 9,5       | 2 / 13    | 8,5           | 1 / 11        | 8,4            | 1 / 11         |
| 2021  | 6,2        | 1 / 8      | 5,4      | 0 / 10   | 6,2 | 0 / 10 | 11,4      | 2 / 13    | 8,6           | 1 / 11        | 7,7            | 1 / 11         |